# Translagorai
La Translagorai è un'alta via che si svolge lungo l'intera catena del Lagorai, nel Trentino orientale, per una lunghezza di circa 80 Km e circa 5000 m di dislivello positivo dalla Panarotta, a monte di Vetriolo, frazione di Levico Terme, fino a Malga Rolle, in prossimità del Passo Rolle e quindi a ridosso delle Pale di San Martino.

## Caratteristiche
Il percorso si svolge in un ambiente montano, in cui la pressione antropica è ridotta, specialmente se confrontata con le più note vicine mete dolomitiche. L'ambiente è comunque ricco di testimonianze (resti di baraccamenti, trincee, reperti) risalenti alla Prima Guerra Mondiale e si può transitare per zone di pascolo in prossimità di malghe.
Pochi i rifugi, alcuni dei quali non offrono peraltro possibilità di pernottamento (Rifugio Sette Selle, Baita Passo Manghen, Rifugio Cauriol, Rifugio laghi di Colbricon), e relativamente pochi anche i bivacchi (Mangheneti, Nadia Teatin, Forcella Coldosè, Paolo e Nicola, Aldo Moro).
La scarsità di infrastrutture è testimoniata anche dall'unica intersezione con una strada aperta al traffico automobilistico lungo tutto il percorso. Ciò avviene al Passo Manghen, circa a metà del percorso, da cui spesso si fa iniziare una Translagorai in forma ridotta, percorrendo solo la parte orientale (ancorché a quote mediamente più elevate rispetto alla parte occidentale e con una maggior difficoltà di percorrenza).
Queste caratteristiche rendono la Translagorai, così come il normale escursionismo giornaliero sul Lagorai, molto appetibile per chi è alla ricerca di trekking selvaggi, eventualmente in completa autosufficienza (tenda, cibo, ecc.).

### Itinerario
Non esiste un tracciato ufficiale della Translagorai, per quanto tendenzialmente il percorso segue la linea di cresta tra i punti terminali della catena, che vede nella parte orientale dal Passo Manghen al Passo Rolle la presenza di alcuni sentieri attrezzati (E321 Sentiero Alpinistico Attrezzato Don "Martino Delugan", E349 Sentiero "Achille Gadler"), nessuno dei quali però richiede attrezzatura da ferrata.
Non è nemmeno prevista una suddivisione in tappe "ufficiali", ma in genere il percorso viene tracciato dall'escursionista secondo i propri desideri, tempi e capacità.